# Digimon Tamers: Digimon Medley
Digimon Tamers: Digimon Medley (デジモンテイマーズ デジモンメドレー, Dejimon Teimāzu Dejimon Medorē) est un jeu vidéo, développé par Inti Creates et édité par Bandai, publié en 2001 sur WonderSwan Color. Le jeu vidéo met en scène les personnages des animes Digimon Adventure 02 et Digimon Tamers.

## Système de jeu
Digimon Tamers: Digimon Medley se présente comme un jeu de rôle très similaire aux précédents jeux vidéo Digimon pour WonderSwan, à la différence que dans ce jeu, les combats sont en un contre un. Pendant le combat, les attaques peuvent soit toucher l'ennemi, soit échouer, mais il peut aussi arriver que les deux adversaires se heurtent en plein vol. La puissance d'une attaque est déterminée par deux mini-jeux. 

## Accueil
À sa sortie, les quatre critiques du magazine Famitsu lui attribuent une note de 21/40.